# Voorbij (Josylvio & Moeman)
Voorbij is een lied van de Nederlandse rappers Josylvio en Moeman. Het werd in 2018 als single uitgebracht en stond in hetzelfde jaar als zevende track op het album Hella Cash Gang (Vol. 1) van de twee rappers en KA samen.

## Achtergrond
Voorbij is geschreven door Joost Theo Sylvio Yussef Dowib, Adam Mouhajir, Michiel Piek en Monsif Bakkali en geproduceerd door Monsif en Whiteboy. Het is een nummer uit het genre nederhop. In het lied zingen en rappen de artiesten over het einde van een relatie. Het nummer wordt grotendeels in het Nederlands gezongen, maar er zijn ook enkele regels in het Arabisch. Op de B-kant van de single is een instrumentale versie van het lied te vinden. De single heeft in Nederland de platina status.
Het is niet de eerste keer dat de twee artiesten, die beide bij het label Hella Cash aangesloten zijn, samenwerken. Eerder deden ze dit op Op je hoede en Intro. De artiesten hebben na Voorbij met de rapper KA het album Hella Cash Gang (Vol. 1) en in 2020 met Ashafar het album Hella Cash Gang (Vol. 2) uitgebracht. Verder hadden ze ook nog na Voorbij onder andere de bescheiden hits Streets, Mama bid en PK's.

## Hitnoteringen
De artiesten hadden succes met het lied in de hitlijsten van Nederland. Het piekte op de zesde plaats van de Nederlandse Single Top 100 en stond veertien weken in deze hitlijst. Er was geen notering in de Nederlandse Top 40; het kwam hier tot de tweede positie van de Tipparade.